# Рисовое (Крым)
Ри́совое (укр. Рисове, крымскотат. Risovoye, Рисовое) — село в Красноперекопском районе Автономной Республики Крым, входит в состав Совхозненского сельского поселения (согласно административно-территориальному делению Украины — Совхозненского сельского совета Автономной Республики Крым).

## Население
| 2001 | 2014 |
| ---- | ---- |
| 704  | ↘528 |

Всеукраинская перепись 2001 года показала следующее распределение по носителям языка
| Язык             | Процент |
| ---------------- | ------- |
| русский          | 51.28   |
| украинский       | 42.19   |
| крымскотатарский | 5.54    |
| другие           | 0.56    |

## Современное состояние
На 2017 год в Рисовом числится 13 улиц; на 2009 год, по данным сельсовета, село занимало площадь 87,3 гектара, на которой в 248 дворах проживало 669 человек. В селе действуют средняя общеобразовательная школа, сельский клуб, библиотека, фельдшерско-акушерский пункт, отделение Почты России. Село газифицировано, Рисовое связано автобусным сообщением с райцентром и соседними населёнными пунктами.

## География
Рисовое расположено на севере района на Перекопском перешейке, у границы с территорией Армянского горсовета, высота центра села над уровнем моря — 5 м. Ближайшие сёла: Таврическое в 6,5 км на юго-восток и Пятихатка в 4,8 км на восток (сообщения нет). Расстояние до райцентра — около 13 километров (по шоссе), там же ближайшая железнодорожная станция — Красноперекопск (на линии Джанкой — Армянск). Транспортное сообщение осуществляется по региональной автодороге 35Н-287 Рисовое — Совхозное (по украинской классификации — С-010716).

## История
На километровой карте РККА 1941 года на месте Рисового обозначен колодец и несколько строений поливочной станции. В доступных источниках село, как Степное в составе Пятихатского сельсовета впервые встречается в «Справочник административно-территориального деления Крымской области на 15 июня 1960 года». К 1968 году Степное переименовали в Рисовое и переподчинили Почётненскому сельсовету, на 1977 год — в Совхозненском совете. По данным переписи 1989 года в селе проживало 738 человек. С 12 февраля 1991 года село в восстановленной Крымской АССР, 26 февраля 1992 года переименованной в Автономную Республику Крым. С 21 марта 2014 года в составе Крыма аннексировано Россией.